# V367 Большого Пса
V367 Большого Пса (лат. V367 Canis Majoris) — одиночная переменная звезда в созвездии Большого Пса на расстоянии (вычисленном из значения параллакса) приблизительно 5194 световых лет (около 1593 парсеков) от Солнца. Видимая звёздная величина звезды — от +13m до +11,2m.

## Характеристики
V367 Большого Пса — красная пульсирующая полуправильная переменная звезда типа SRB (SRB) спектрального класса M4.